# Sycozoa kanzasi
Sycozoa kanzasi är en sjöpungsart som först beskrevs av Asajiro Oka 1930.  Sycozoa kanzasi ingår i släktet Sycozoa och familjen Holozoidae. Inga underarter finns listade i Catalogue of Life.